# Falleron (Vendée)
Falleron ist eine französische Gemeinde mit 1.704 Einwohnern (Stand 1. Januar 2022) im Département Vendée im Südwesten der Region Pays de la Loire. Die Gemeinde gehört zum Arrondissement La Roche-sur-Yon und zum Kanton Challans (bis 2015: Kanton Palluau). Die Einwohner werden Falleronnais genannt.

## Lage
Falleron liegt etwa 31 Kilometer nordwestlich von La Roche-sur-Yon. Hier entspringt der gleichnamige Fluss Falleron. Umgeben wird Falleron von den Nachbargemeinden Touvois im Norden, Grand’Landes im Osten, Saint-Paul-Mont-Penit im Südosten, Saint-Christophe-du-Ligneron im Süden und Südwesten sowie Froidfond im Westen.
Durch die Gemeinde führt die frühere Route nationale 754 (heutige D753).

## Bevölkerungsentwicklung
| Jahr                      | 1800 | 1851 | 1901 | 1954 | 1962 | 1968 | 1975 | 1982 | 1990 | 1999 | 2006 | 2013 |
| Einwohner                 | 485  | 1005 | 1246 | 913  | 938  | 907  | 942  | 1065 | 1086 | 1099 | 1283 | 1532 |
| Quelle: Cassini und INSEE |      |      |      |      |      |      |      |      |      |      |      |      |

## Sehenswürdigkeiten
- Kloster Breuil-Herbaud